# Bitowa elektronika
Bitowa elektronika war ein bulgarischer Hersteller von Radios, Funk- bzw. Nachrichtentechnik und Fernsehern.

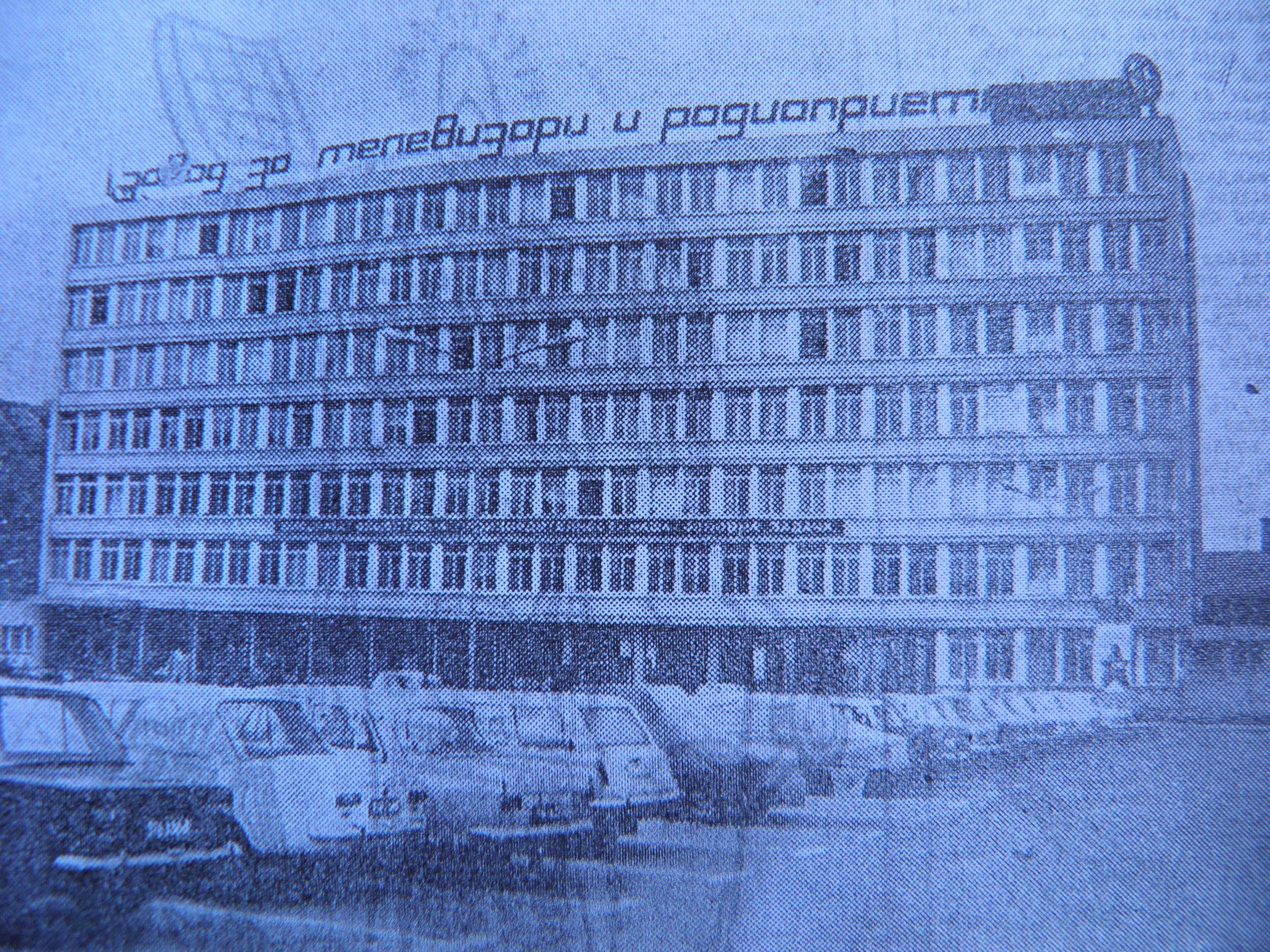
1970

## Geschichte
Die Radiofabrik aus Weliko Tarnowo begann 1960 mit der Produktion von Radios und Leiterplatten. Im Jahr 1961 erschien das erste Radio mit dem Namen „Komsomolez“. Diesem folgten die Produkte „Chayka“, „Fortschritt“, „Maestro“, „Concertino“, „Sonnet“, „PMC-10 Dream Verhältnis,“ „Edelweiss Tarnovo“, „Echo“, „Melodie“, „Lyra“ und „Accord“.
1983 wurde der erste Farbfernseher „Weliko Tarnowo 84“ vorgestellt, dessen Produktion im April 1984 begann.

## Galerie

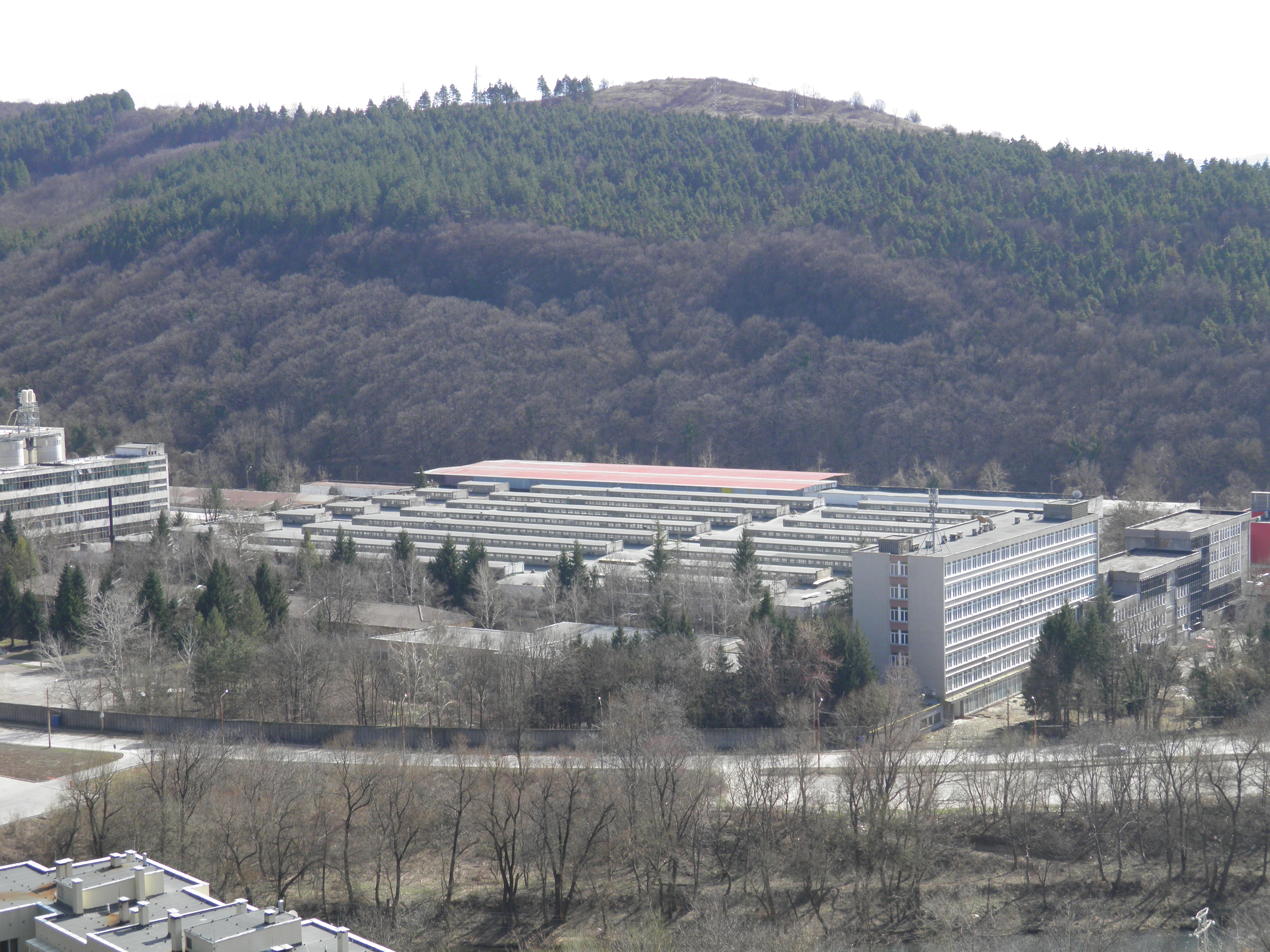
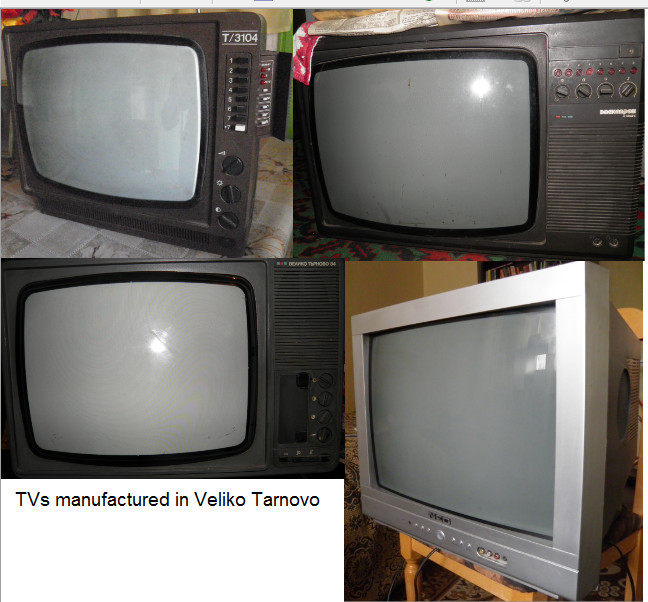